# Banco Lariano
Il Banco Lariano è stato una banca italiana con sede a Como.

## Storia
Il Banco Lariano venne fondato nel 1908 da 84 sottoscrittori, appartenenti a ricche famiglie comasche, riuniti intorno al Credito Italiano e a due banche locali.
Nel 1909 furono aperte le filiali di Bellagio e Olgiate Comasco, nel 1912 quella di Menaggio e nel 1913 quella di Cernobbio.
Negli anni dieci, il Banco iniziò ad effettuare operazioni bancarie come l'apertura di fidi a breve e medio termine con l'apertura di linee di credito in conto corrente e sconti di portafoglio.
La filiale di Varese fu aperta nel 1918. Nel 1930 il Credito Italiano, in forti difficoltà, cedette il suo pacchetto azionario all'Unione Bancaria Provinciale.
Nel 1938 il Banco Lariano incorporò la Banca Appianese.
Dopo la seconda Guerra mondiale il controllo del Lariano passò alla Châtillon, che lo conservò fino al 1972. Nel 1953 il Banco partecipò alla costituzione del Mediocredito Lombardo.
Nel 1972 l'istituto entrò a far parte del gruppo Montedison e nel 1975 incorporò il Credito Legnanese e la Banca Alto Milanese.
Nel 1977 il controllo del Lariano venne assunto dall'Istituto bancario San Paolo di Torino. Infine, nel 1993 il Banco Lariano venne definitivamente incorporato nel San Paolo di Torino.

## Fonte
- Storia del Banco Lariano sul sito SanPaolo Archiviato il 20 dicembre 2016 in Internet Archive.

| Controllo di autorità | VIAF (EN) 87146094337800332428 · LCCN (EN) no2016038641 |